# 雷哲普·雷哲波夫斯基
雷哲普·雷哲波夫斯基（1962年12月14日—），北马其顿男子拳击运动员。他曾代表南斯拉夫参加1984年夏季奥林匹克运动会拳击比赛，获得男子51公斤级银牌。